# Süd- und zentralamerikanische Handballmeisterschaft der Frauen 2021
Die Süd- und zentralamerikanische Handballmeisterschaft der Frauen 2021 wurde vom 5. bis 9. Oktober 2021 in Paraguay ausgetragen. Veranstalter war die Süd- und zentralamerikanische Handballkonföderation (SCAHC). Es war die zweite Austragung der süd- und zentralamerikanischen Meisterschaft.

## Austragungsort
Die Meisterschaft wurde im Oktober 2021 in Paraguay ausgetragen. Ursprünglich sollte der Wettbewerb in Chile stattfinden.

## Teilnehmer
Am Turnier nahmen sechs Mannschaften teil: Argentinien, Bolivien, Brasilien, Chile, Paraguay und Uruguay. Titelverteidiger war das Team aus Brasilien, das die Meisterschaft 2018 gewonnen hatte.
Das Team aus Nicaragua hatte sich zwar im August 2021 als Sieger der Zentralamerika-Meisterschaft für die Süd- und zentralamerikanische Meisterschaft qualifiziert, konnte aber aus finanziellen Gründen die Reise nicht antreten. Dafür wurde kurzfristig Chile berufen.
Die drei besten der sechs Teilnehmer, das waren Brasilien, Argentinien und Paraguay, qualifizierten sich für die Weltmeisterschaft 2021.

## Turnierverlauf
Die sechs Teams traten in Spielen jeder gegen jeden an.
| Brasilien   | – | Chile       | 39:22   |
| Argentinien | – | Bolivien    | 57:02   |
| Paraguay    | – | Uruguay     | 25:25   |
| Bolivien    | – | Paraguay    | 09:71   |
| Uruguay     | – | Brasilien   | 18:37   |
| Chile       | – | Argentinien | 17:26   |
| Brasilien   | – | Bolivien    | 10:00 * |
| Chile       | – | Uruguay     | 21:21   |
| Argentinien | – | Paraguay    | 29:13   |
| Bolivien    | – | Chile       | 13:66   |
| Argentinien | – | Uruguay     | 33:15   |
| Paraguay    | – | Brasilien   | 17:42   |
| Uruguay     | – | Bolivien    | 66:12   |
| Paraguay    | – | Chile       | 26:23   |
| Brasilien   | – | Argentinien | 31:22   |

Anmerkung:
- * Das Spiel Brasilien–Bolivien wurde nicht ausgetragen, da das bolivianische Team zu viele Ausfälle hatte.

## Abschlussplatzierung
| Pl.                                      | Verein      | Sp. | S | U | N | Tore      | Diff. | Punkte |
| ---------------------------------------- | ----------- | --- | - | - | - | --------- | ----- | ------ |
| 1.                                       | Brasilien   | 5   | 5 | 0 | 0 | 0159:790  | +80   | 010:00 |
| 2.                                       | Argentinien | 5   | 4 | 0 | 1 | 0167:780  | +89   | 08:20  |
| 3.                                       | Paraguay    | 5   | 2 | 1 | 2 | 0152:1280 | +24   | 05:50  |
| 4.                                       | Uruguay     | 5   | 1 | 2 | 2 | 0145:1280 | +17   | 04:60  |
| 5.                                       | Chile       | 5   | 1 | 1 | 3 | 0149:1250 | +24   | 03:70  |
| 6.                                       | Bolivien    | 5   | 0 | 0 | 5 | 036:2700  | −234  | 00:100 |
| Quelle: ihf.info, Stand: 9. Oktober 2021 |             |     |   |   |   |           |       |        |

Legende:

## All Star-Team
Ins All Star-Team wurden die Torhüterin Renata Arruda (BRA), die Rückraumspielerinnen Ana Paula Rodrigues Belo (BRA), Elke Karsten (ARG) und Malena Cavo (ARG), die Außenspielerinnen Fatima Acuña (PAR) und Jéssica Da Silva Quintino (BRA) sowie die Kreisläuferin Tamires Araújo (BRA) gewählt.
Beste Torwerferin war Valeska Lovera (CHI) mit 38 Toren.